# 불교 용어 목록 (온)

바로가기:
ㄱ
경
구
ㄴ
ㄷ
ㄹ
ㅁ
명
무
묵
ㅂ
불
ㅅ
삼
삽
선
소
수
시
심
ㅇ
오
온
유
육
이
ㅈ 

정
지
ㅊ
ㅋ
ㅌ
ㅍ
ㅎ

## 온
온(蘊, 산스크리트어: skandha, 팔리어: khandha, 영어: aggregate)은 온갖 유위법(有爲法: 생멸 · 변화하는 것, 조작(造作)된 것)의 화합(和合)과 적취(積聚)를 뜻한다. (참고: 5온(五蘊))

## 올타남
올타남(嗢拕南, 嗢拖南)은 우타나(優陀那, 산스크리트어: udāna, uddāna)의 다른 말이다.
1. 고타마 붓다의 설법이 담긴 모든 경문을 구분하는 방식에는 여러 가지가 있는데 그 중에 하나인 12분교(十二分敎)는 모든 경문을 성질과 형식에 따라 12가지로 구분한 것을 말하는데, 12분교(十二分敎)를 십이부경(十二部經)이라고 한다. 올타남(嗢拕南) 또는 우타나(優陀那)는 이 12분교 중의 하나로, 남이 묻지 않았는데 고타마 붓다가 스스로 필요하다고 느껴서 말한 설법들을 말한다. 이러한 뜻에 따라 번역된 전통적인 술어로 무문자설(無問自說: 물음 없이 스스로 말함)이라고도 한다.
2. 올타남(嗢拕南) 또는 우타나(優陀那)에는 총략(總略: 총괄적인 요약), 총섭(總攝: 촐괄적으로 간단한 말로 표현함) 또는 표상(標相: 대표하는 말 또는 표현)의 의미가 있다. 이런 뜻에서, 불교의 논서 등에서는 논하고자 하는 내용의 요점을 먼저 게송으로 말한 후 상세한 논의를 전개하는 경우가 많은데, 이 때의 게송을 우타나 또는 올타남이라고도 한다. 예를 들어, 설일체유부의 논서인 《아비달마법온족론》의 제1권 〈1. 학처품(學處品)〉에서 목건련은 다음과 같은 게송으로써 이 논서에서 다루고자 하는 주제 또는 논서의 요점을 총괄적으로 표현하고 있다.

嗢拖南曰。

 學支淨果行聖種 正勝足念諦靜慮

 無量無色定覺支 雜根處蘊界緣起

올타남(嗢柁南)으로 말하리라.

 학(學)과 지(支)와 정(淨)과 과(果)와 행(行)과 성종(聖種)이요

 정승(正勝)과 족(足)과 염(念)과 제(諦)와 정려(靜慮)며

 무량(無量)과 무색(無色)과 정(定)과 각지(覺支)요

 잡(雜)과 근(根)과 처(處)와 온(蘊)과 계(界)와 연기(緣起)이다.
— 《아비달마법온족론》 제1권 〈1. 학처품(學處品)〉. 한문본 & 한글본

## 외
외(內)는 외적인 것 또는 외적인 법이라는 뜻으로, 5온 각각이 가지는 과거(過去) · 미래(未來) · 현재(現在) · 내(內) · 외(外) · 추(麤) · 세(細) · 열(劣) · 승(勝) · 원(遠) · 근(近)의 총 11가지의 품류차별 또는 품류, 즉 11품류 가운데 '외'를 말한다.
자신 밖의 모든 것 즉 자기의 소의신 밖의 모든 것에 속하는 색 · 수 · 상 · 행 또는 식을 뜻한다.
구체적으로 색의 경우에는 5경과 법경의 법처소섭색(무표색)을 뜻하고, 수 · 상 · 행 · 식은 법경에서 법처소섭색(무표색)을 제외한 모든 것을 뜻한다.

## 요별
요별(了別)은 심의식(心意識) 가운데 식(識)의 산스크리트어 원어인 비즈냐나(vijñāna)를 뜻에 따라 번역한 것이다. 비즈냐나(vijñāna)는 '다르게 알다'라는 뜻의 비즈냐(vijñā)에서 유래한 낱말로 이에 따라 '요별(了別)'이라 번역한 것이다. 요별(了別)이라는 한자어의 문자 그대로의 뜻은 '분명하게 분별한다'로, 대상을 분명하게 구별하여 인식하는 것을 말한다. 즉 요별(了別)은 대상을 '아는 것'을 말하는 것으로, 마음(6식 또는 8식, 즉 심왕, 즉 심법)은 사량(思量: 생각하고 헤아림)을 바탕으로 현재의 인식 대상 또는 마음작용 대상에 대해 '아는 능력 또는 측면' 또는 '분별하는 능력 또는 측면', 즉 '지식의 능력 또는 측면'을 지니고 있다는 것을 말한다. 예를 들어, 마음(6식 또는 8식, 즉 심왕, 즉 심법)은 파란색이 소리가 아니라 색깔인줄 아는 능력과 파란색이 노란색과는 다른 색깔인줄 아는 능력을 지니고 있으며, 다른 예로는, 도가 색깔이 아니라 소리인 중 아는 능력과 도가 레와는 다른 소리(음정, 음높이)인 줄 아는 능력을 지니고 있는데, 이러한 능력과 그 작용을 통칭하여 요별(了別: 아는 것, 지식)이라고 한다. (참고: 심의식(心意識), 마음)

## 요익경
요익경(饒益境)은 이로운 대상 또는 자신에게 이익이 있는 대상을 말한다. 반대말은 불요익경(不饒益境)으로, 이롭지 않은 대상 또는 자신에게 이익이 없는 대상을 말한다.
《성유식론》 제6권에 따르면, 수번뇌심소 가운데 하나인 분(忿)은 불요익경을 만났을 때 분노[憤發]하게 하는 것을 본질적 성질로 하는 마음작용이다.

## 요작성
요작성(樂作性)은 욕(欲)의 마음작용의 본질적 성질로, 문자 그대로의 뜻은 '짓는 것을 좋아하고 바라는 성질'로, 바라는 신 · 구 · 의의 3업을 짓는 것을 좋아하는 성질이다.

## 욕
1. 욕(欲, 산스크리트어: chanda, 팔리어: chanda, 영어: intention, interest, desire to act, aspiration)은 다음의 분류, 그룹 또는 체계의 한 요소이다.
- 선욕(善欲)은 고타마 붓다가 설한 37도품(三十七道品) 중 4신족(四神足) 가운데 욕신족(欲神足)에 해당한다.
- 부파불교의 설일체유부의 5위 75법에서 심소법(心所法: 46가지) 중 대지법(大地法: 10가지) 가운데 하나이다.[20][21]
- 대승불교의 유식유가행파와 법상종의 5위 100법에서 심소법(心所法: 51가지) 중 별경심소(別境心所: 5가지) 가운데 하나이다.[21]

욕(欲)은 지어야 할 일을 바라고, 구하고, 하고자 하는 마음작용이다.
욕(欲: 원함, 욕구, 희망, 하고자 함)에는 선(善)과 상응한 욕(欲)인 선욕(善欲: 선한 원함, 욕구, 희망) 즉 선한 욕구 또는 착한 욕구와 악(惡)과 상응한 욕인 악욕(惡欲: 불선한 원함, 욕구, 희망) 즉 악한 욕구 · 사악한 욕구 · 나쁜 욕구 또는 그릇된 욕구가 있다.
선욕(善欲)은 정진(精進, 勤)의 마음작용이 일어나게 하는 역할을 한다. 반면, 악욕(惡欲)은 정진(精進, 勤)의 마음작용이 일어나지 않게 하거나 사정진(邪精進, 邪方便)의 마음작용이 일어나게 한다. 악욕(惡欲)들 중에서 타인의 재물(財物: 돈이나 그 밖의 값나가는 모든 물건), 즉 돈 등의 재화나 공적, 명예 또는 지식을 빼앗거나 가로채거나 도용함으로써 자기 것으로 할려는 욕구[欲: 원함, 희망, 하고자 함], 즉 불변의 원인과 결과의 법칙에 스스로를 상응시키는 바른 노력(정정진) 없이 쉽게 얻으려는 욕구[欲: 원함, 희망, 하고자 함]가 곧, 불선근이자 근본번뇌 중의 하나인, 탐(貪)의 마음작용이다.
2. 욕(欲)은 탐욕(貪欲)의 줄임말로서, 탐(貪)의 다른 말이다.
탐(貪)은 갈애(渴愛, 산스크리트어: trsnā) · 욕(欲, 탐욕의 줄임말로서의 욕) · 애(愛) · 애탐(愛貪) · 탐독(貪毒) · 탐애(貪愛) · 탐욕(貪欲) 또는 탐착(貪著, 貪着)이라고도 한다.

## 욕계
욕계(欲界)는 욕계(欲界) · 색계(色界) · 무색계(無色界)의 3계(三界) 가운데 하나로, 욕유(欲有) · 색유(色有) · 무색유(無色有)의 3유(三有) 가운데 욕유(欲有)와 동의어이다.
불교의 우주론 또는 세계관에서 3계 또는 3유는 28천(二十八天)으로 나뉘지만, 수행론과 번뇌론에서는 흔히 9지(九地)로 나뉜다. 9지 중 욕계 또는 욕유에 해당하는 것은 오취잡거지(五趣雜居地)의 1가지 지(地)이다. 오취잡거지는 욕계 안에 있는 지옥 · 아귀 · 축생 · 인간 · 천상의 5취(五趣)를 합하여 1지(地)로 한 것으로 미혹한 생존의 상태이다.
3계9지(三界九地)
1. 욕계(欲界) 또는 욕유(欲有)
  1. 오취잡거지(五趣雜居地)
2. 색계(色界) 또는 색유(色有)
  1. 이생희락지(離生喜樂地)
  2. 정생희락지(定生喜樂地)
  3. 이희묘락지(離喜妙樂地)
  4. 사념청정지(捨念淸淨地)
3. 무색계(無色界) 또는 무색유(無色有)
  1. 공무변처지(空無邊處地)
  2. 식무변처지(識無邊處地)
  3. 무소유처지(無所有處地)
  4. 비상비비상처지(非想非非想處地)

## 욕계계
1. 욕계계(欲界繫)는 욕계의 속박 즉 욕계의 번뇌를 말한다. 계(繫)는 속박의 뜻으로 번뇌의 다른 말이다.
2. 욕계계(欲界繫)는 '욕계에 속한' 또는 '욕계에 매인'의 뜻이다. 예를 들어, 세제일법(世第一法)은 욕계에 속한 개(蓋) · 전(纏) 또는 결(結)을 끊을 수 있는 도(道: 방편, 길)이기 때문에 욕계에 속한 법이 아니다.

## 욕계의 수면
욕계의 수면(欲界隨眠)은 욕계의 10수면(十隨眠)을 5부(五部)로 분별하여 구분되는 총 36가지의 수면(隨眠) 즉 36가지의 근본번뇌를 말한다.
자세히 말하면, 3계 가운데 욕계에 존재하는 탐(貪) · 진(瞋) · 만(慢) · 무명(無明) · 유신견(有身見) · 변집견(邊執見) · 사견(邪見) · 견취(見取) · 계금취(戒禁取) · 의(疑)의 10수면 즉 10가지 근본번뇌를 견고소단(見苦所斷) · 견집소단(見集所斷) · 견멸소단(見滅所斷) · 견도소단(見道所斷) · 수도소단(修道所斷)의 5부 즉 5가지 부류로 분별하였을 때 그 결과로 구분되는 36가지의 근본번뇌를 말한다. 모든 번뇌는 근본번뇌와 수번뇌로 나뉘는데, 수번뇌는 근본번뇌에서 파생된 2차적인 번뇌이므로, 근본번뇌가 끊어진다는 것을 수번뇌도 끊어진다는 것을 의미한다. 따라서 이들 36가지 근본번뇌는 '욕계의 모든 번뇌'가 수행계위 중 언제 끊어지는가를 기준으로 구분하였을 때의 36가지라고 할 수 있다. 달리 말하면, 욕계로부터 언제 해탈하게 되는가의 관점에서 구분한 것이라고 할 수 있다.
욕계의 10수면 즉 욕계의 10가지 근본번뇌를 5부로 분별한 것이므로, 단순히 계산하면 50가지가 있어야 하지만 36가지가 있는 것은 이들 10가지 수면 즉 근본번뇌가 5부 모두를 갖추고 있는 것은 아니기 때문이다.
《품류족론》과 《구사론》 등에 따르면,
욕계의 36수면은 다음과 같이 계산되어 구해진다.
- 탐(貪): 5부가 모두 존재한다. 누적 개수는 5가지
- 진(瞋): 5부가 모두 존재한다. 누적 개수는 10가지
- 만(慢): 5부가 모두 존재한다. 누적 개수는 15가지
- 무명(無明): 5부가 모두 존재한다. 누적 개수는 20가지
- 유신견(有身見): 견고소단의 1부만 존재한다. 누적 개수는 21가지
- 변집견(邊執見): 견고소단의 1부만 존재한다. 누적 개수는 22가지
- 사견(邪見): 견고소단 · 견집소단 · 견멸소단 · 견도소단의 4부만 존재한다. 누적 개수는 26가지
- 견취(見取): 견고소단 · 견집소단 · 견멸소단 · 견도소단의 4부만 존재한다. 누적 개수는 30가지
- 계금취(戒禁取): 견고소단 · 견도소단의 2부만 존재한다. 누적 개수는 32가지
- 의(疑): 견고소단 · 견집소단 · 견멸소단 · 견도소단의 4부만 존재한다. 누적 개수는 36가지

욕계의 36수면을 5부에 따라 나누면 다음과 같다.
- 견고소단(見苦所斷): 탐 · 진 · 만 · 무명 · 유신견 · 변집견 · 사견 · 견취 · 계금취 · 의의 10가지. 누적 개수는 10가지
- 견집소단(見集所斷): 탐 · 진 · 만 · 무명 · 사견 · 견취 · 의의 7가지. 누적 개수는 17가지
- 견멸소단(見滅所斷): 탐 · 진 · 만 · 무명 · 사견 · 견취 · 의의 7가지. 누적 개수는 24가지
- 견도소단(見道所斷): 탐 · 진 · 만 · 무명 · 사견 · 견취 · 계금취 · 의의 8가지. 누적 개수는 32가지
- 수도소단(修道所斷): 탐 · 진 · 만 · 무명의 4가지. 누적 개수는 36가지

## 욕유
욕유(欲有)는 욕유(欲有) · 색유(色有) · 무색유(無色有)의 3유(三有) 가운데 하나로, 유(有)는 존재 또는 그 존재가 살고 있는 세계를 뜻한다. 세계라는 뜻에서는 욕유는 욕계(欲界) · 색계(色界) · 무색계(無色界)의 3계(三界) 가운데 욕계(欲界)와 동의어이다. 그리고 존재라는 뜻에서는 욕유는 욕계에 윤회할 수 밖에 없는 상태 또는 경지의 유정을 말한다. 이 경우 번역하여 탐욕의 존재라고도 한다.

## 욕탐
부파불교의 설일체유부의 논서 《아비달마품류족론》 제3권에 따르면,
욕탐(欲貪)은 온갖 욕(欲)에 대하여 일으킨 모든 탐(貪) · 등탐(等貪) · 집장(執藏) · 방호(防護) · 탐착(耽著) · 애락(愛樂)을 통칭한다. 즉, 욕계의 온갖 사물과 존재에 대한 탐(貪) · 그 모두에 대한 탐[等貪] · 꽉 쥐어서 간직함[執藏] · 빼앗기지 않기 위해 막아 수호함[防護] · 빠져서 들러붙음[耽著] · 갈망하며 좋아함[愛樂]의 마음작용을 통칭한다.

## 우근
부파불교의 설일체유부의 논서 《아비달마품류족론》 제3권에 따르면,
우근(憂根)은 순우수촉(順憂受觸: 우수에 계합하는 촉, 즉 우수를 일으키는 촉)에 의해 대상이 접촉될 때 일어나는 심우수(心憂受: 마음의 근심스러운 느낌) · 불평등수(不平等受: 평등하지 않은 느낌)와, 또한 이들 수(受)에 속하는 다른 수(受: 느낌)들을 통칭한다.

## 웅랑
웅랑(雄朗)은 논의 장엄[論莊嚴]을 구성하는 5가지 요소 중 하나인 언구원만(言具圓滿: 말이 원만하게 갖추어진 것)을 구성하는 불비루(不鄙陋) · 경이(輕易) · 웅랑(雄朗) · 상응(相應) · 의선(義善)의 5덕(五德: 5가지 특질) 가운데 하나이다. 문자 그대로는 '뛰어나고 밝은 것'으로, 낱말과 표현을 사용하여 설명하고자 하는 이치를 설명하는 것이 재치 있고[巧] 지혜로우며[妙] 뛰어나고[雄] 훌륭한[壯] 것을 말한다.

## 원
1. 원(遠)은 멀리 있는 것 또는 멀리 있는 법이라는 뜻으로, 5온 각각이 가지는 과거(過去) · 미래(未來) · 현재(現在) · 내(內) · 외(外) · 추(麤) · 세(細) · 열(劣) · 승(勝) · 원(遠) · 근(近)의 총 11가지의 품류차별 또는 품류, 즉 11품류 가운데 '원'을 말한다.
과거와 미래의 색 · 수 · 상 · 행 또는 식을 뜻한다.
또는 색의 경우, 볼 수 없는 곳에 존재하는 색[不在可見處] 즉 가히 볼 수 없는 색을 뜻하고, 수 · 상 · 행 · 식의 경우, 소의(즉 6근)가 그것에 미치는 힘이 약한 수 · 상 · 행 · 식을 뜻한다.
2. 원(圓, 산스크리트어: vrtta)은 《구사론》에 따르면 장(長) · 단(短) · 방(方) · 원(圓) · 고(高) · 하(下) · 정(正) · 부정(不正)의 8가지 형색(形色: 모양과 크기) 가운데 하나로, 둥금을 뜻한다.

## 월당상삼매
월당상삼매(月幢相三昧, 산스크리트어: candra-dhvaja-ketu)는 108삼매 가운데 언급되는 순서로 제5번째 삼매이다. 제4번째 삼매는 묘월삼매(妙月三昧)이고 제6번째 삼매는 출제법삼매(出諸法三昧)이다.
《대지도론》 제47권에서는 다음과 같이 설명하고 있다.
 云何名月幢相三昧？住是三昧能持諸三昧相，是名月幢相三昧。

 
무엇을 월당상(月幢相)삼매라 하느냐 하면, 이 삼매에 머무르면 모든 삼매의 모양을 능히 지니나니, 이것을 월당상삼매라 하느니라.
 — 《대지도론》 제47권. 한문본 & 한글본

## 위연
위연(違緣)은 거슬리는 연이라는 뜻으로, 연(緣)은 원인 또는 간접적 원인을 뜻하는데, 위연은 마음에 거슬리는 또는 마음에 들지 않는 상황 · 조건 · 사물 등을 말한다. 현재 시점의 거슬리는 상황 · 조건 · 사물 등을 전통적인 용어로 현위연(現違緣)이라 한다.
《성유식론》 제6권에 따르면, 수번뇌심소 가운데 하나인 뇌(惱)는 현위연(現違緣)을 만났을 때 마음으로 하여금 문득 현려(佷戾) 즉 패려궂고 사나운 말이나 행위를 하게 하는 작용을 한다.

## 참고 문헌
- 이 문서에는 다음커뮤니케이션(현 카카오)에서 GFDL 또는 CC-SA 라이선스로 배포한 글로벌 세계대백과사전의 내용을 기초로 작성된 글이 포함되어 있습니다.
- 가전연자 지음, 승가제바·축불념 한역, 권오민 번역 (K.943, T.1543). 《아비담팔건도론》. 한글대장경 검색시스템 - 전자불전연구소 / 동국역경원. K.943(24-695), T.1543(26-771).
- 고려대장경연구소. 《고려대장경 전자 불교용어사전》. 고려대장경 지식베이스 / (사)장경도량 고려대장경연구소.
- 고익진 (1989). 《한국 고대 불교 사상사》. 동국대학교 출판부.
- 곽철환 (2003). 《시공 불교사전》. 시공사 / 네이버 지식백과.
- 구나발타라(求那跋陀羅) 한역 (K.650, T.99). 《잡아함경》. 한글대장경 검색시스템 - 전자불전연구소 / 동국역경원. K.650(18-707), T.99(2-1).
- 구나발타라 한역, 번역자 미상 (K.54, T.353). 《승만경》. 한글대장경 검색시스템 - 전자불전연구소 / 동국역경원. K.54(6-1361), T.353(12-217).
- 구마라습 한역, 차차석 번역 (K.991, T.614). 《좌선삼매경》. 한글대장경 검색시스템 - 전자불전연구소 / 동국역경원. K.991(30-128), T.614(15-269).
- 권오민 (1991). 《경량부철학의 비판적 체계 연구》. 동국대학원 철학박사 학위논문.
- 권오민 (2003). 《아비달마불교》. 민족사.
- 담무참 한역, 번역자 미상 (K.105, T.374). 《대반열반경》. 일명 《북본열반경》. 한글대장경 검색시스템 - 전자불전연구소 / 동국역경원. K.105(9-1), T.374(12-365).
- 목건련 지음, 현장 한역, 송성수 번역 (K.945, T.1537). 《아비달마법온족론》. 한글대장경 검색시스템 - 전자불전연구소 / 동국역경원. K.945(24-1091), T.1537(26-453).
- 무착 지음, 바라파밀다라 한역, 이영무 번역 (K.586, T.1604). 《대승장엄경론》. 한글대장경 검색시스템 - 전자불전연구소 / 동국역경원. K.586(16-843), T.1604(31-589).
- 무착 지음, 현장 한역 (K.571, T.1602). 《현양성교론》. 한글대장경 검색시스템 - 전자불전연구소 / 동국역경원. K.571(16-1), T.1602(31-480).
- 무착 지음, 현장 한역, 이한정 번역 (K.572, T.1605). 《대승아비달마집론》. 한글대장경 검색시스템 - 전자불전연구소 / 동국역경원. K.572(16-157), T.1605(31-663).
- 미륵 지음, 현장 한역, 강명희 번역 (K.614, T.1579). 《유가사지론》. 한글대장경 검색시스템 - 전자불전연구소 / 동국역경원. K.570(15-465), T.1579(30-279).
- 법구 지음, 승가발마 등 한역, 김형준 번역 (K.960, T.1552). 《잡아비담심론》. 한글대장경 검색시스템 - 전자불전연구소 / 동국역경원. K.960(28-391), T.1552(28-869).
- 법승 지음, 승가제바·혜원 한역, 김재천 번역 (K.959, T.1550). 《아비담심론》. 한글대장경 검색시스템 - 전자불전연구소 / 동국역경원. K.959 (28-355), T.1550 (28-809).
- 법장 술, 노혜남 번역 (K.1513, T.1733). 《화엄경탐현기》. 한글대장경 검색시스템 - 전자불전연구소 / 동국역경원. K.1513(47-458), T.1733(35-107).
- 불타야사·축불념 한역, 번역자 미상 (K.647, T.1). 《장아함경》. 한글대장경 검색시스템 - 전자불전연구소 / 동국역경원. K.647(17-815), T.1(1-1).
- 사리자 설, 현장 한역, 송성수 번역 (K.946, T.1536). 《아비달마집이문족론》. 한글대장경 검색시스템 - 전자불전연구소 / 동국역경원. K.946(24-1183), T.1536(26-367).
- 서정형 (2004). 《나가르주나 『중론』(해제)》. 서울대학교 철학사상연구소 / 네이버 지식백과.
- 서정형 (2004b). 《『밀린다팡하』(해제)》. 서울대학교 철학사상연구소 / 네이버 지식백과.
- 세우 지음, 구나발타라·보리야사 한역, 송성수 번역 (K.950, T.1541). 《중사분아비담론》. 한글대장경 검색시스템 - 전자불전연구소 / 동국역경원. K.950(25-271), T.1541(26-627).
- 세우 지음, 현장 한역, 송성수 번역 (K.949, T.1542). 《아비달마품류족론》. 한글대장경 검색시스템 - 전자불전연구소 / 동국역경원. K.949(25-149), T.1542(26-692).
- 세친 지음, 현장 한역, 권오민 번역 (K.955, T.1558). 《아비달마구사론》. 한글대장경 검색시스템 - 전자불전연구소 / 동국역경원. K.955(27-453), T.1558(29-1).
- 세친 지음, 현장 한역, 김묘주 번역 (K.594, T.1597). 《섭대승론석》. 한글대장경 검색시스템 - 전자불전연구소 / 동국역경원. K.594(17-76), T.1597(31-321).
- 세친 지음, 현장 한역, 송성수 번역 (K.618, T.1612). 《대승오온론》. 한글대장경 검색시스템 - 전자불전연구소 / 동국역경원. K.618(17-637), T.1612(31-848).
- 세친 지음, 현장 한역, 송성수 번역 (K.644, T.1614). 《대승백법명문론》. 한글대장경 검색시스템 - 전자불전연구소 / 동국역경원. K.644(17-808), T.1614(31-855).
- 승가제바(僧伽提婆) 한역. 《중아함경》. 한글대장경 검색시스템 - 전자불전연구소 / 동국역경원.
- 안혜 지음, 지바하라 한역, 조환기 번역 (K.619, T.1613). 《대승광오온론》. 한글대장경 검색시스템 - 전자불전연구소 / 동국역경원. K.619(17-641), T.1613(31-850).
- 안혜 지음, 현장 한역, 이한정 번역 (K.576, T.1605). 《대승아비달마잡집론》. 한글대장경 검색시스템 - 전자불전연구소 / 동국역경원. K.576(16-228), T.1606(31-694).
- 오백 아라한 지음, 현장 한역, 송성수 번역 (K.952, T.1545). 《아비달마대비바사론》. 한글대장경 검색시스템 - 전자불전연구소 / 동국역경원. K.952(26-1,27-1), T.1545(27-1).
- 운월 (2005). 《근본불교의 수행체계에 대하여》. 한국선학회.
- 운허.  동국역경원 편집, 편집. 《불교 사전》.
- 용수 지음, 구마라습 한역, 김성구 번역 (K.549, T.1509). 《대지도론》. 한글대장경 검색시스템 - 전자불전연구소 / 동국역경원. K.549(14-493), T.1509(25-57).
- 용수 지음, 구마라습 한역, 박인성 번역 (K.577, T.1564). 《중론》. 한글대장경 검색시스템 - 전자불전연구소 / 동국역경원. K.577(16-350), T.1564(30-1).
- 제바설마 지음, 현장 한역, 송성수 번역 (K.947, T.1539). 《아비달마식신족론》. 한글대장경 검색시스템 - 전자불전연구소 / 동국역경원. K.947 (25-1), T.1539 (26-531).
- 중현 지음, 현장 한역, 권오민 번역 (K.956, T.1562). 《아비달마순정리론》. 한글대장경 검색시스템 - 전자불전연구소 / 동국역경원. K.956(27-680), T.1562(29-329).
- 중현 지음, 현장 한역, 권오민 번역 (K.957, T.1563). 《아비달마장현종론》. 한글대장경 검색시스템 - 전자불전연구소 / 동국역경원. K.957(28-1), T.1563(29-777).
- 축불념 한역, 노혜능 번역 (K.530, T.1485). 《보살영락본업경》. 한글대장경 검색시스템 - 전자불전연구소 / 동국역경원. K.530(14-374), T.1485(24-1010).
- 최봉수 (1999). 〈색온에서의 색의 의미 - 구사론과 청정도론의 색온론을 비교하여〉. 《불교학보》.
- 현장 한역, 김달진 번역 (K.154, T.676). 《해심밀경》. 한글대장경 검색시스템 - 전자불전연구소 / 동국역경원. K.154(10-709), T.676(16-688).
- 호법 등 지음, 현장 한역, 김묘주 번역 (K.614, T.1585). 《성유식론》. 한글대장경 검색시스템 - 전자불전연구소 / 동국역경원. K.614(17-510), T.1585(31-1).
- 황욱 (1999). 《무착[Asaṅga]의 유식학설 연구》. 동국대학원 불교학과 박사학위논문.
- (영어) Bodhi, Bhikkhu (trans.) (2000). 《The Connected Discourses of the Buddha: A Translation of the Samyutta Nikaya》. Boston: Wisdom Publications. ISBN 0-86171-331-1.
- (영어) Dawson, John (1888). 《A Classical Dictionary Of Hindu Mythology And Religion Geography History And Literature》. London: Trübner.
- (영어) DDB. 《Digital Dictionary of Buddhism (電子佛教辭典)》. Edited by A. Charles Muller.
- (영어) Macdonell, Arthur Anthony (1929). 《A practical Sanskrit dictionary with transliteration, accentuation, and etymological analysis throughout》. London: Oxford University Press.
- (영어) Gethin, R.M.L. (1992). 《The Buddhist Path to Awakening: A Study of the Bodhi-Pakkhiyā Dhammā》. Leiden: E.J. Brill. ISBN 90-04-09442-3.
- (영어) Rhys Davids, Caroline A.F. ([1900], 2003). 《Buddhist Manual of Psychological Ethics, of the Fourth Century B.C., Being a Translation, now made for the First Time, from the Original Pāli, of the First Book of the Abhidhamma-Piṭaka, entitled Dhamma-Saṅgaṇi (Compendium of States or Phenomena)》. Whitefish, MT: Kessinger Publishing. ISBN 0-7661-4702-9.
- (영어) Sanskrit and Tamil Dictionaries. 《Cologne Digital Sanskrit Dictionaries》. Institute of Indology and Tamil Studies, Cologne University (www.sanskrit-lexicon.uni-koeln.de).
- (영어) Rhys Davids, T.W. & William Stede (eds.) (1921-5). 《The Pali Text Society's Pali–English Dictionary》. Chipstead: Pali Text Society.
- (영어) Thanissaro Bhikkhu (1996, 1998). 《Wings to Awakening》. Retrieved 2008-07-07 from "Access to Insight" at http://www.accesstoinsight.org/lib/authors/thanissaro/wings/index.html.
- (중국어) 가다연니자 조, 현장 한역 (T.1544). 《아비달마발지론(阿毘達磨發智論)》. 대정신수대장경. T26, No. 1544, CBETA.
- (중국어) 가전연자 지음, 승가제바·축불념 한역 (T.1543). 《아비담팔건도론(阿毘曇八犍度論)》. 대정신수대장경. T26, No. 1543, CBETA.
- (중국어) 구나발타라(求那跋陀羅) 한역 (T.99). 《잡아함경(雜阿含經)》. 대정신수대장경. T2, No. 99, CBETA.
- (중국어) 구나발타라 한역 (T.353). 《승만경(勝鬘經)》. 대정신수대장경. T12, No. 353, CBETA.
- (중국어) 구마라습 한역 (T.614). 《좌선삼매경(坐禪三昧經)》. 대정신수대장경. T15, No. 614, CBETA. }
- (중국어) 규기 찬 (T.1830). 《성유식론술기(成唯識論述記)》. 대정신수대장경. T43, No. 1830, CBETA.
- (중국어) 규기 찬 (T.1861). 《대승법원의림장(大乘法苑義林章)》. 대정신수대장경. T45, No. 1861, CBETA.
- (중국어) 길장 찬 (T.1744). 《승만보굴(勝鬘寶窟)》. 대정신수대장경. T37, No. 1744, CBETA.
- (중국어) 담무참 한역 (T.374). 《대반열반경(大般涅槃經)》. 일명 《북본열반경》. 대정신수대장경. T12, No. 374, CBETA.
- (중국어) 목건련 조, 현장 한역 (T.1537). 《아비달마법온족론(阿毘達磨法蘊足論)》. 대정신수대장경. T26, No. 1537, CBETA.
- (중국어) 무착 조, 바라파밀다라 한역 (T.1604). 《대승장엄경론(大乘莊嚴經論)》. 대정신수대장경. T31, No. 1604, CBETA.
- (중국어) 무착 조, 현장 한역 (T.1602). 《현양성교론(顯揚聖教論)》. 대정신수대장경. T31, No. 1602, CBETA.
- (중국어) 무착 조, 현장 한역 (T.1605). 《대승아비달마집론(大乘阿毘達磨集論)》. 대정신수대장경. T31, No. 1605, CBETA.
- (중국어) 미륵 조, 현장 한역 (T.1579). 《유가사지론(瑜伽師地論)》. 대정신수대장경. T30, No. 1579. CBETA.
- (중국어) 법구 조, 승가발마 등 한역 (T.1552). 《잡아비담심론(雜阿毘曇心論)》. 대정신수대장경. T28, No. 1552, CBETA.
- (중국어) 법승 조, 승가제바·혜원 한역 (T.1550). 《아비담심론(阿毘曇心論)》. 대정신수대장경. T28, No. 1550, CBETA.
- (중국어) 법운 편찬 (T.2131). 《번역명의집(翻譯名義集)》. 대정신수대장경. T54, No. 2131, CBETA.
- (중국어) 법장 술 (T.1733). 《화엄경탐현기(華嚴經探玄記)》. 대정신수대장경. T35, No. 1733, CBETA.
- (중국어) 佛門網. 《佛學辭典(불학사전)》.
- (중국어) 불타야사·축불념 한역 (T.1). 《장아함경(長阿含經)》. 대정신수대장경. T1, No. 1, CBETA. }
- (중국어) 사리자 설, 현장 한역 (T.1536). 《아비달마집이문족론(阿毘達磨集異門足論)》. 대정신수대장경. T26, No. 1536, CBETA.
- (중국어) 색건타라 조, 현장 한역 (T.1554). 《입아비달마론(入阿毘達磨論)》. 대정신수대장경. T28, No. 1554, CBETA. }
- (중국어) 星雲. 《佛光大辭典(불광대사전)》 3판.
- (중국어) 세우 조, 구나발타라·보리야사 한역 (T.1541). 《중사분아비담론(眾事分阿毘曇論)》. 대정신수대장경. T26, No. 1541, CBETA.
- (중국어) 세우 조, 현장 한역 (T.1542). 《아비달마품류족론(阿毘達磨品類足論)》. 대정신수대장경. T26, No. 1542, CBETA.
- (중국어) 세친 조, 진제 한역 (T.1559). 《아비달마구사석론(阿毘達磨俱舍釋論)》. 대정신수대장경. T29, No. 1559, CBETA.
- (중국어) 세친 조, 현장 한역 (T.1558). 《아비달마구사론(阿毘達磨俱舍論)》. 대정신수대장경. T29, No. 1558, CBETA.
- (중국어) 세친 조, 현장 한역 (T.1597). 《섭대승론석(攝大乘論釋)》. 대정신수대장경. T31, No. 1597, CBETA.
- (중국어) 세친 조, 현장 한역 (T.1612). 《대승오온론(大乘五蘊論)》. 대정신수대장경. T31, No. 1612, CBETA.
- (중국어) 세친 조, 현장 한역 (T.1614). 《대승백법명문론(大乘百法明門論)》. 대정신수대장경. T31, No. 1614, CBETA.
- (중국어) 세친 조, 현장 한역, 규기 주해 (T.1836). 《대승백법명문론해(大乘百法明門論解)》. 대정신수대장경. T44, No. 1836_, CBETA.
- (중국어) 승가제바(僧伽提婆) 한역 (T.26). 《중아함경(中阿含經)》. 대정신수대장경. T1, No. 26, CBETA.
- (중국어) 阿含辭典. 《阿含辭典(아함사전)》.
- (중국어) 안혜 조, 지바하라 한역 (T.1613). 《대승광오온론(大乘廣五蘊論)》. 대정신수대장경. T31, No. 1613, CBETA.
- (중국어) 안혜 조, 현장 한역 (T.1606). 《대승아비달마잡집론(大乘阿毘達磨雜集論)》. 대정신수대장경. T31, No. 1606, CBETA.
- (중국어) 연수 편찬 (T.2016). 《종경록(宗鏡錄)》. 대정신수대장경. T48, No. 2016, CBETA.
- (중국어) 오백 아라한 조, 현장 한역 (T.1545). 《아비달마대비바사론(阿毘達磨大毘婆沙論)》. 대정신수대장경. T27, No. 1545, CBETA.
- (중국어) 용수 조, 구마라습 한역 (T.1509). 《대지도론(大智度論)》. 대정신수대장경. T25, No. 1509, CBETA. }
- (중국어) 용수 조, 구마라습 한역 (T.1564). 《중론(中論)》. 대정신수대장경. T30, No. 1564, CBETA.
- (중국어) 원측 찬 (X.369). 《해심밀경소(解深密經疏)》. 만신찬속장경. X21, No. 369, CBETA.
- (중국어) 원휘(圓暉) (T.1823). 《구사론송소론본(俱舍論頌疏論本)》. 대정신수대장경. T41, No. 1823, CBETA.
- (중국어) 丁福保. 《佛學大辭典(불학대사전)》. 一行佛學辭典搜尋.
- (중국어) 제관 록 (T.1931). 《천태사교의(天台四教儀)》. 대정신수대장경. T46, No. 1931, CBETA.
- (중국어) 제바설마 조, 현장 한역 (T.1539). 《아비달마식신족론(阿毘達磨識身足論)》. 대정신수대장경. T26, No. 1539, CBETA.
- (중국어) 중현 조, 현장 한역 (T.1562). 《아비달마순정리론(阿毘達磨順正理論)》. 대정신수대장경. T29, No. 1562, CBETA.
- (중국어) 중현 조, 현장 한역 (T.1563). 《아비달마장현종론(阿毘達磨藏顯宗論)》. 대정신수대장경. T29, No. 1563, CBETA.
- (중국어) 지의 설, 관정 록 (T.1783). 《금광명경현의(金光明經玄義)》. 대정신수대장경. T39, No. 1783, CBETA. }
- (중국어) 지의 설, 법신 기 (T.1916). 《석선바라밀차제법문(釋禪波羅蜜次第法門)》. 대정신수대장경. T46, No. 1916, CBETA.
- (중국어) 축불념 한역 (T.1485). 《보살영락본업경(菩薩瓔珞本業經)》. 대정신수대장경. T24, No. 1485, CBETA.
- (중국어) 현장 한역 (T.1563). 《해심밀경(解深蜜經)》. 대정신수대장경. T16, No. 676, CBETA.
- (중국어) 혜원 찬 (T.1851). 《대승의장(大乘義章)》. 대정신수대장경. T44, No. 1851, CBETA.
- (중국어) 호법 등 지음, 현장 한역 (T.1585). 《성유식론(成唯識論)》. 대정신수대장경. T31, No. 1585, CBETA.